# Peoria (Colorado)
Peoria es un lugar designado por el censo ubicado en el condado de Arapahoe en el estado estadounidense de Colorado. En el Censo de 2010 tenía una población de 163 habitantes y una densidad poblacional de 4,57 personas por km².

## Geografía
Peoria se encuentra ubicado en las coordenadas 39°39′12″N 104°8′14″O / 39.65333, -104.13722. Según la Oficina del Censo de los Estados Unidos, Peoria tiene una superficie total de 35.64 km², de la cual 35.53 km² corresponden a tierra firme y (0.31%) 0.11 km² es agua.

## Demografía
Según el censo de 2010, había 163 personas residiendo en Peoria. La densidad de población era de 4,57 hab./km². De los 163 habitantes, Peoria estaba compuesto por el 92.02% blancos, el 0.61% eran afroamericanos, el 2.45% eran amerindios, el 0.61% eran asiáticos, el 0% eran isleños del Pacífico, el 0.61% eran de otras razas y el 3.68% pertenecían a dos o más razas. Del total de la población el 6.13% eran hispanos o latinos de cualquier raza.